# Navarra Forestal
Navarra Forestal es una revista de divulgación técnica en el ámbito forestal publicada por la Asociación Forestal de Navarra.

## Historia
La Asociación Forestal de Navarra comenzó a publica esta revista en el año 2002, que cuenta con una tirada de 2.000 ejemplares.

## Características
La revista se encuentra tanto en papel como en versión digital, y que cuenta con el Gobierno de Navarra como colaborador, publica artículos relacionados con el sector de la silvicultura en la Comunidad Foral de Navarra.